# Iglesia del Santísimo Cristo del Amparo
La iglesia del Santísimo Cristo del Amparo en Cuenca (España) fue construida a finales del siglo XVI y está situada en el barrio de Los Tiradores. Este barrio en el siglo XV conoció la llegada de gentes humildes que se acercaban a la gran ciudad en busca de trabajo. La necesidad de atender a esta población movió a la Iglesia a promover el Cabildo de Santa Catalina del Monte Sinaí, con carácter de hospital para el cuidado de pobres vergonzantes.
Donde se encuentra el actual templo sitúan algunos escritores la antigua sinagoga judía, que presumiblemente pudo instalarse aquí, acompañando en su desplazamiento a los hebreos conquenses, cuando debieron abandonar su primitivo asentamiento junto a la plaza de Mangana.
El nombre de Santa Catalina ha desaparecido prácticamente, sustituido por el de Cristo del Amparo, que lleva la parroquia y el templo. La imagen titular, antiquísima, figuraba antes en una capilla lateral, mientras la de la Santa ocupaba el lugar de honor, pero en el transcurso del tiempo fue ganando devoción popular la advocación de Jesús, hasta imponerse definitivamente.